# Agricultural Bank of China
The Agricultural Bank of China (кит. трад. 中國農業銀行, упр. 中国农业银行, пиньинь Zhōngguó Nóngyè Yínháng, палл. Чжунго Нуне Иньхан, дословно «Сельскохозя́йственный банк Кита́я»; сокращённо  农行 или ABC Bank) — китайский банк, третий крупнейший банк не только в КНР, но и в мире (по размеру активов). Штаб-квартира банка располагается в Пекине. Обслуживает около 320 млн клиентов.
В рейтинге Forbes Global 2000 за 2023 год Agricultural Bank of China занял 5-е место. С 2014 года входит в число глобально системно значимых банков.

## История
Agricultural Cooperative Bank (кооперативный сельскохозяйственный банк Китая) был основан Мао Цзэдуном в 1951 году для помощи колхозам и фермерам, и стал самым первым коммерческим банком, созданным после прихода к власти коммунистов. В марте 1955 года он был переименован в Agricultural Bank of China, но в 1957 году стал частью центрального банка КНР.
Agricultural Bank of China окончательно стал самостоятельным в феврале 1979 года. В декабре 1993 года в соответствии с решением Государственного совета КНР началось преобразование Agricultural Bank of China в государственный коммерческий банк (функции сельскохозяйственного банка взял на себя новообразованный Agricultural Development Bank of China). С 2004 года началось преобразование банка в акционерный.
В 2007 году Третьей национальной финансовой конференцией на Agricultural Bank of China была возложена обязанность финансирования «проблемы саньнун» (развитие отсталых сельскохозяйственных регионов Китая).
В начале 2009 года государственный банк был преобразован в общество с ограниченной ответственностью Agricultural Bank of China Limited, в следующем году было проведено его первичное размещение акций, 15 июля 2010 года на Шанхайской фондовой бирже и 16 июля на Гонконгской бирже. Банк разместил 8 % своих акций (25,24 миллиарда акций класса H) на бирже в Гонконге по цене 3,2 гонконгских доллара за акцию, а в Шанхае — 7 процентов (22,2 миллиарда акций класса A) по 2,68 юаня за акцию. В итоге, банку удалось привлечь более $19,2 млрд. Интерес к акциям банка проявили Инвестиционное управление Катара, купившее ценные бумаги на сумму $2,8 млрд, Инвестиционное управление Кувейта, вложившее $0,8 млрд, британский банк Standard Chartered, вклад которого составил $0,5 млрд, нидерландский банк Rabobank Nederland и австралийская инвестиционная компания Seven Group Holdings Ltd., инвестировавшие по $0,25 млрд, а также сингапурская инвестиционная компания Temasek Holdings, которая приобрела ценные бумаги на $0,2 млрд. 13 августа 2010 года Agricultural Bank of China реализовал опцион доразмещения своих акций, в результате чего объём IPO банка вырос до $22,1 млрд, сделав его крупнейшим первичным размещением в мире. Этот рекорд был превзойдён китайской компанией Alibaba Group в 2014 году.
В ноябре 2016 года банк был оштрафован регуляторами в США за несоответствие стандартам по контролю над транзакциями. Отделение В Нью-Йорке было открыто в 2012 году, его активы составляли $9,5 млрд; транзакции, привёдшие к штрафу, были, в частности, между российскими и китайскими компаниями, также из Йемена и ОАЭ в Китай.

## Собственники и руководство
Крупнейшими акционерами являются государственная инвестиционная компания Huijin (40,14 %) и Министерство финансов КНР (35,29 %).
- Гу Шу (Gu Shu, 谷澍, род. в августе 1967 года) — председатель совета директоров с февраля 2021 года, партийный секретарь с декабря 2020 года, до этого работал в ICBC, с 2016 года был генеральным директором. Доктор экономических наук Шанхайского университета финансов и экономики[англ.].

## Деятельность
Сеть банка по состоянию на 2023 год насчитывала 22 843 отделения на территории материкового Китая, а также 13 зарубежных отделений (Гонконг, Сингапур, Сеул, Нью-Йорк, Дубай, Токио, Франкфурт, Сидней, Люксембург, Лондон, Макао, Ханой) и четыре представительства (Ванкувер, Ханой, Тайбей, Сан-Паулу). Банк имеет 16 дочерних предприятий, из них 5 зарубежных, в том числе и в России.
За 10 лет (с 2005 по 2015 год) активы банка выросли на три порядка: с $5,9 млрд в 2005 году до $2575 млрд в 2015 году. Столь же значительно возросла выручка (с $172 млн до $129 млрд) и прибыль (с $1,27 млн до $29,12 млрд).
Выданные кредиты составляют более половины активов банка, 22,6 трлн из 39,9 трлн юаней в 2023 году, из них 12,8 трлн приходится на корпоративные кредиты, а 8,1 трлн — на розничные, размер инвестиций составил 11,2 трлн. На принятые депозиты приходится основная часть пассивов, их размер в 2023 году составлял 28,9 трлн юаней (из них 17,1 трлн — розничные).
Процентный доход в 2023 году составил 1,224 трлн юаней, расход — 652 млрд юаней, чистый процентный доход — 572 млрд юаней. Комиссионный доход составил 80 млрд юаней.
Банком выпущено около 1,1 млрд дебетовых карт и 130 млн кредитных карт, объём транзакций по ним в 2020 году составлял 25,5 трлн юаней и 2,1 трлн юаней соответственно.
Банк осуществляет управление частным капиталом, размер активов под управлением на 2020 год составлял 1,7 трлн юаней.
Подразделения по состоянию на 2023 год:
- Корпоративный банкинг — банковские услуги корпорациям, госучреждения и финансовым институтам, включая кредитование, финансирование торговли, приём депозитов; выручка — 272 млрд юаней, прибыль — 89 млрд юаней, активы — 14,0 трлн юаней.
- Розничный банкинг — обслуживание частных лиц, включая выдачу кредитов, приём депозитов, обслуживание кредитных карт, управление частным капиталом; выручка — 365 млрд юаней, прибыль — 193 млрд юаней, активы — 8,0 трлн юаней.
- Казначейские операции — торговля валютой, ценными бумагами и драгметаллами; выручка — 39 млрд юаней, прибыль — 16 млрд юаней, активы — 17,3 трлн юаней.

|                                 | 2010  | 2011  | 2012  | 2013  | 2014  | 2015  | 2016  | 2017  | 2018  | 2019  | 2020  | 2021  | 2022  | 2023  |
| ------------------------------- | ----- | ----- | ----- | ----- | ----- | ----- | ----- | ----- | ----- | ----- | ----- | ----- | ----- | ----- |
| Выручка, млрд юаней             | 292,3 | 379,8 | 425,0 | 465,8 | 524,1 | 540,9 | 510,1 | 542,9 | 602,6 | 629,4 | 659,3 | 721,7 | 725,5 | 695,5 |
| Чистая прибыль, млрд юаней      | 94,91 | 122,0 | 145,1 | 166,2 | 179,5 | 180,8 | 184,1 | 193,1 | 202,6 | 212,9 | 216,4 | 241,9 | 258,7 | 269,8 |
| Активы, трлн юаней              | 10,34 | 11,68 | 13,24 | 14,56 | 15,97 | 17,79 | 19,57 | 21,05 | 22,61 | 24,88 | 27,21 | 29,07 | 33,93 | 39,87 |
| Собственный капитал, млрд юаней | 542,1 | 649,6 | 749,8 | 843,1 | 1031  | 1210  | 1318  | 1426  | 1670  | 1948  | 2205  | 2415  | 2668  | 2889  |

## Дочерние компании
- ABC-CA Fund Management Co., Ltd. — компания по управлению инвестиционными фондами; основана в 2008 году, доля 51,67 %; активы — 3,3 млрд юаней.
- ABC International Holdings Limited — дочерняя компания, созданная в Гонконге в 2009 году для операций с ценными бумагами и работе на рынках капитала; активы — 43,45 млрд гонконгских долларов.
- ABC Financial Leasing Co., Ltd. — лизинговая компания, основанная в 2010 году; активы — 45,6 млрд юаней.
- ABC Life Insurance Co., Ltd. — страховая компания, 51 % акций которой принадлежит банку; активы — 84 млрд юаней.
- China Agricultural Finance Co., Ltd. — гонконгская дочерняя компания.
- ABC Financial Asset Investment Company Limited — операции с ценными бумагами; активы — 33,45 млрд юаней.
- Agricultural Bank of China (UK) Limited — дочерняя компания в Великобритании с активами 100 млн долларов США.
- Agricultural Bank of China (Luxembourg) Limited — дочерняя компания в Люксембурге с активами 25 млн долларов США; предоставляет казначейские и оптовые банковские услуги.
- Agricultural Bank of China (Moscow) Limited — дочерняя компания в России с активами 180 млн долларов США; предоставляет оптовые банковские услуги.